# Palazzo Caracciolo di Oppido

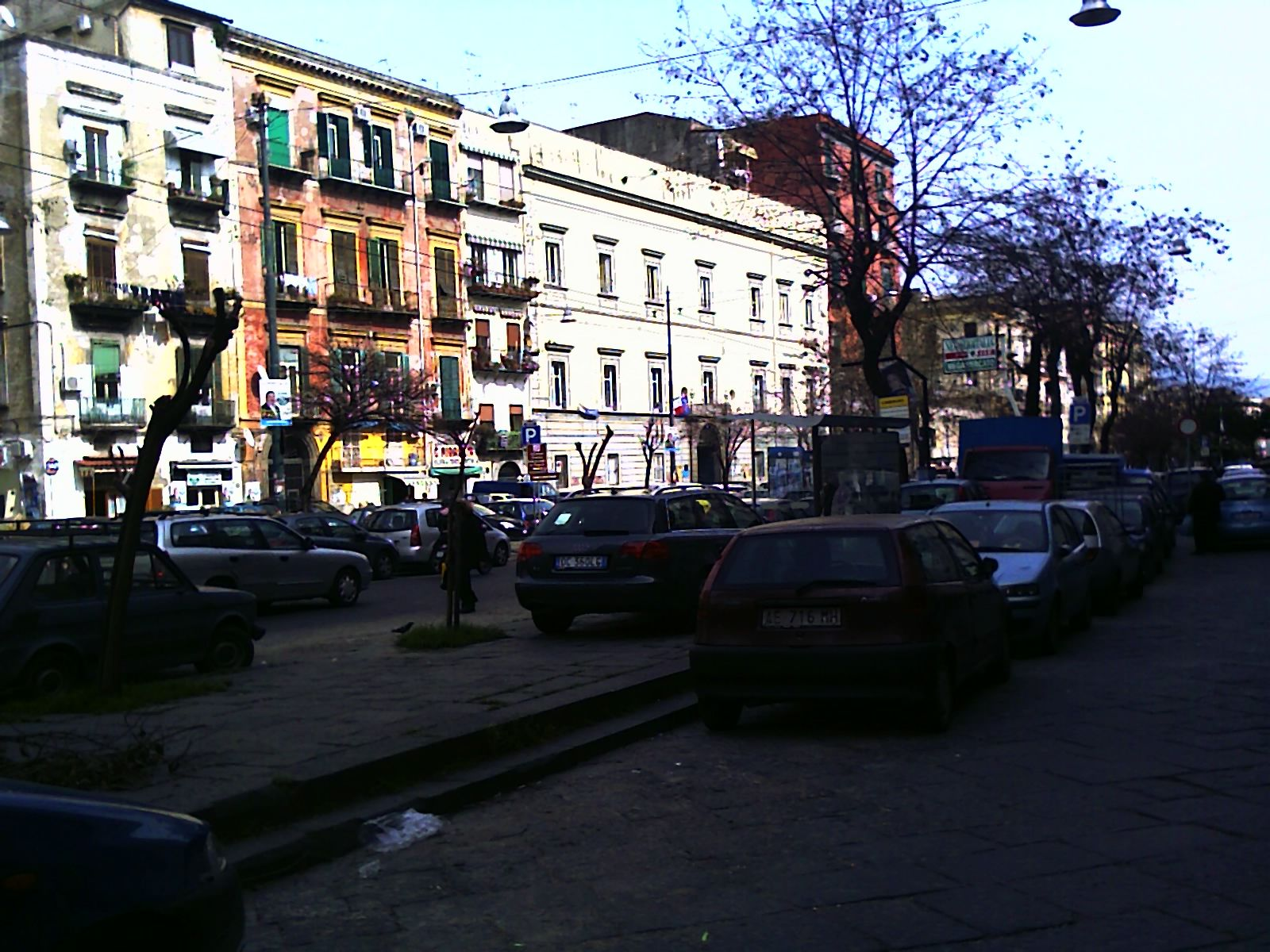
Palazzo Caracciolo di Oppido in Neapel

Der Palazzo Caracciolo di Oppido ist ein Palast aus dem 15. Jahrhundert im Viertel San Lorenzo von Neapel in der italienischen Region Kampanien. Er liegt in der Via Carbonara, 115.

## Geschichte und Beschreibung
Der Palast wurde im 15. Jahrhundert erbaut und im 17. Jahrhundert der Basilika Santissima Annzunziata gestiftet. So wurde er Sitz des Konservatoriums der Suore Cuori di Gesù e Maria, das den Somaskerpatern unterstellt war.
Im 19. Jahrhundert wurden die Pater vertrieben und das Anwesen fiel an die Suore del SS. Cuore, die dort bis 1870 blieben.
Das Haus zeigt keine besonderen Zeichen von architektonischen Verzierungen, aber eine bemerkenswerte Fassade mit Erdgeschoss und zwei Obergeschossen. Im Erdgeschoss befindet sich ein einfaches Eingangsportal. Im Inneren gibt es einen Hof, der von Pilastern aus Piperno gestützt wird. Hinter dem Palast liegt ein schöner Orangengarten.
Heute ist in dem Haus das Istituto Bovio-Colletta untergebracht. Ansonsten dient es als Wohnhaus.